# Liste der Wappen im Landkreis Cuxhaven
Diese Liste beinhaltet alle in der Wikipedia gelisteten Wappen des Landkreises Cuxhaven in Niedersachsen.

## Landkreis Cuxhaven und Vorgängerkreise
| Landkreis            | Wappen                             | Kommentare |
| -------------------- | ---------------------------------- | --- |
| Cuxhaven             | Wappen des Landkreises Cuxhaven    | Genehmigt durch den Regierungspräsidenten in Lüneburg am 11. Juni 1979: „Das Wappen des Landkreises Cuxhaven zeigt in Gold über von Rot und Silber wellenförmig geteiltem Schildfuß den Heiligen Bischof Nikolaus, in grünem, silbergerändertem Ornat, mit silbernen Schuhen und silbernem Krummstab, dessen Krümme in einer grünen vierblättrigen Rose endet, die rechte Hand zum Segen erhoben, mit silbernen Haaren und natürlicher Fleischfarbe.“                                                                            |
| Land Hadeln bis 1977 | Wappen des Landkreises Land Hadeln | Wappenannahme am 31. März 1931, in Einzelheiten geändert am 1. Juli 1958: „Über schwarzem Schildfuß in Grün der der stehende Bischof Nikolaus in golden bordiertem grünem Meßgewand und silbernem Chorhemd, auf dem Haupt eine grüne Mitra; die Rechte ist segnend erhoben, die Linke hält einen silbernen Bischofsstab mit einer goldenen Rose in der Krümme.“ Zum 1. August 1977 wurden die Landkreise Land Hadeln und Wesermünde mit der kreisfreien Stadt Cuxhaven zum neugebildeten Landkreis Cuxhaven zusammengeschlossen. |
| Lehe bis 1932        | Wappen des Landkreises Lehe        | Genehmigt durch das Preußische Staatsministerium am 16. Juni 1928: „.“ 1932 wurden durch eine Verordnung des Preußischen Staatsministeriums die Landkreise Lehe und Geestemünde aufgelöst und zum Landkreis Wesermünde vereinigt. |
| Wesermünde bis 1977  | Wappen des Landkreises Wesermuende | Genehmigt durch das Preußische Staatsministerium am 9. Januar 1939: „Über von Rot und Silber im Wellenschnitt geteilten Schildfuß in Gold eine wachsende grüne Eiche.“ Zum 1. August 1977 wurden die Landkreise Land Hadeln und Wesermünde mit der kreisfreien Stadt Cuxhaven zum neugebildeten Landkreis Cuxhaven zusammengeschlossen. |

## Samtgemeinden
| Samtgemeinde   | Wappen | Kommentare |
| -------------- | ------ | --- |
| Börde Lamstedt |        | Genehmigt ????: „In mit sechzehn roten Kreisfeldern belegtem silbernen Bord; in Grün ein niedersächsisches Bauernhaus mit rotem Fachwerk, silbernen Balken und Türen, silbernem Tor und goldenem Dach.“ |
| Hemmoor        |        | Genehmigt ????: „Geviert; 1 in Rot ein silberner Wellenbalken über einer silbernen Waage; 2 in Silber ein schwarzer Kesselhaken; 3 in Silber ein halber roter Adler; 4 in Blau drei silberne Rauten (2 : 1).“ |
| Land Hadeln    |        | Genehmigt ????: „Gespalten; vorn neunmal geteilt von Schwarz und Gold, überdeckt mit einem schrägrechts gewendeten grünen Rautenkranz; hinten in Grün mit schwarzem Schildfuß der Bischof Nikolaus, in silbernem Chorkleid, unter grünem goldgerändertem Messgewand mit goldenen Schuhen, grüner goldgeränderter Mitra, mit silbernem Krummstab, dessen Krümme in einer goldenen fünfblätterigen Rose endet, die rechte Hand zum Segnen erhoben, mit goldenen Haaren und natürlicher Fleischfarbe.“ |

### Ehemalige Samtgemeinden
| Samtgemeinde | Wappen | Kommentare |
| ------------ | ------ | --- |
| Am Dobrock   |        | Genehmigt ????: „Über blauem, mit zwei gekreuzten goldenen Haferrispen belegtem Schildfuß gespalten; vorn: in Grün eine silberne Tanne auf silbernem Hügel; hinten: in Silber ein halbes rotes Mühlrad am Spalt.“ Zum 1. November 2016 schlossen sich die Samtgemeinden Am Dobrock und Land Hadeln zu der neugebildeten Samtgemeinde Land Hadeln zusammen. |
| Bederkesa    |        | Genehmigt 1971: „Im roten Schild ein silberner Wellenbalken, belegt mit einem rotbewehrten und bezungten goldenen Adlerkopf in einem blauen Achteck; darüber ein silberner, mit dem Bart nach oben gewendeter Schlüssel, unten zwei silberne gekreuzte rotgerippte Eichenblätter.“ Zum 1. Januar 2015 schlossen sich die Gemeinden der Samtgemeinde Bederkesa mit der Stadt Langen (Geestland) zur neugebildeten Stadt Geestland zusammen. |
| Beverstedt   |        | Genehmigt ????: „In Rot über grünem Schildfuß, überhöht von einem silbernen Wellenbalken, ein silberner hockender Biber, umgeben von neun silbernen kreisförmig angeordneten Eichenblättern.“ Zum 1. November 2011 schlossen sich die Mitgliedsgemeinden der Samtgemeinde Beverstedt zur neugebildeten Einheitsgemeinde Beverstedt zusammen. |
| Hadeln       |        | Genehmigt ????: „Gespalten; vorn neunmal geteilt von Schwarz und Gold, überdeckt mit einem schrägrechts gewendeten grünen Rautenkranz; hinten in Grün mit schwarzem Schildfuß der Bischof Nikolaus, in silbernem Chorkleid, unter grünem goldgerändertem Messgewand mit goldenen Schuhen, grüner goldgeränderter Mitra, mit silbernem Krummstab, dessen Krümme in einer goldenen fünfblätterigen Rose endet, die rechte Hand zum Segnen erhoben, mit goldenen Haaren und natürlicher Fleischfarbe.“ Zum 1. Januar 2011 schlossen sich die bisherigen Samtgemeinden Hadeln und Sietland zu der neuen Samtgemeinde Land Hadeln zusammen. |
| Hagen        |        | Die Samtgemeinde Hagen führte das Wappen der Gemeinde Hagen im Bremischen: „Schild geteilt, oben gespalten, vorne in Rot ein aufgerichteter, mit Bart nach rechts gewendeter silberner Schlüssel, hinten in Silber zwei geschrägte grüne Eichenblätter, überhöht von einem achtzackigen roten Stern. Unten in Blau ein silber-tingiertes Hünengrab.“ Zum 1. Januar 2014 schlossen sich die Mitgliedsgemeinden der Samtgemeinde Hagen zur neugebildeten Einheitsgemeinde Hagen im Bremischen zusammen. |
| Sietland     |        | Genehmigt ????: „In Silber über grünem Dreiberg eine rote Hagalsrune, begleitet rechts von einem grünen Seerosenblatt und links von einem grünen Pfeilkrautblatt; im grünen Schildfuß eine silberne Urne.“ Zum 1. Januar 2011 schlossen sich die bisherigen Samtgemeinden Hadeln und Sietland zur neugebildeten Samtgemeinde Land Hadeln zusammen. |
| Land Wursten |        | Genehmigt ????: „Gespalten von Gold und Grün, rechts ein halber, rot-bewehrter, schwarzer Adler, links unter silbernem Wellenbalken sieben goldene Kleeblätter, 2/2/2/1 angeordnet.“ Zum 1. Januar 2015 schloss sich die Samtgemeinde Land Wursten mit der Gemeinde Nordholz zur neugebildeten Einheitsgemeinde Wurster Nordseeküste zusammen. |

## Städte und Gemeinden
| Stadt oder Gemeinde           | Wappen | Kommentare |
| ----------------------------- | ------ | --- |
| Gemeinde Armstorf             |        | Genehmigt ????: „In Blau durch einen silbernen Wellenbalken geteilt, oben: sieben goldene Rauten (4 : 3); unten: ein goldenes Horn mit dem sichtbaren Mundstück nach rechts gewendet.“ |
| Gemeinde Belum                |        | Genehmigt ????: „In Blau ein goldener geflügelter Merkuriushut über dem Teil eines goldenen Schanzkorbes als Schildfuß.“ |
| Gemeinde Beverstedt           |        | Genehmigt ????: „Das Wappen der Gemeinde Beverstedt zeigt in Rot auf grünem Hügel mit blauen Wellenbalken einen silbernen, hockenden Biber, umgeben von elf silbernen kreisförmig angeordneten Eichenblättern.“ |
| Gemeinde Bülkau               |        | Genehmigt ????: „Gespalten; vorn: neunmal geteilt von Schwarz und Gold, überdeckt mit einem schrägen rechtsgewendeten grünen Rautenkranz; hinten: in Rot ein halber silberner Schlüssel am Spalt.“ |
| Gemeinde Cadenberge           |        | Genehmigt am 1. November 2016: „Gespalten; vorn: unter rotem, mit einem silbernen Pflug belegten Schildhaupt in Silber auf blauen Wellen ein linksgewendeter roter Einmaster mit schwarzen Segeln und rotem Wimpel am Mast; hinten: in Silber ein halbes rotes Mühlrad am Spalt.“ |
| Kreisstadt Cuxhaven           |        | Genehmigt durch den Hamburger Senator Emil Mumssen als Landherr der Landherrenschaft Ritzebüttel am 28. Januar 1913: „Das Wappen der Stadt zeigt die schwarze Kugelbake, deren Fuß von blauem Wasser umspült wird, in einem mit einer Mauerkrone mit drei Zinnen belegten goldenen Schilde.“ |
| Stadt Geestland               |        | Genehmigt ????: „Schräg geteilt durch einen silbernen (weißen) Wellenbalken, unten in Blau ein goldenes (gelbes) Sonnenrad, oben in Rot ein schrägliegender silberner (weißer) Schlüssel mit dem Bart nach oben.“ |
| Gemeinde Hagen im Bremischen  |        | Die zum 1. Januar 2014 neugebildete Einheitsgemeinde Hagen im Bremischen führt in Rechtsnachfolge das Wappen der Samtgemeinde Hagen fort: „Schild geteilt, oben gespalten, vorne in Rot ein aufgerichteter, mit Bart nach rechts gewendeter silberner Schlüssel, hinten in Silber zwei geschrägte grüne Eichenblätter, überhöht von einem achtzackigen roten Stern. Unten in Blau ein silber-tingiertes Hünengrab.“ |
| Gemeinde Hechthausen          |        | Genehmigt ????: „Geteilt; oben: in Blau ein schräggestellter silberner Hecht, geflügelt und mit goldener Krone; unten: in Silber drei aufsteigende blaue Spitzen.“ |
| Stadt Hemmoor                 |        | Genehmigt ????: „Geteilt und oben gespalten; vorn: in Rot über einer silbernen Waage ein schräglinker silberner Wellenbalken; hinten: in Silber ein schwarzer Kesselhaken; unten: in Blau ein silbernes Zahnrad.“ |
| Gemeinde Hollnseth            |        | Genehmigt ????: „In Blau vier goldene Kesselhaken, zwei links, zwei rechts gewendet; überhöht von einem halben goldenen Mühlrad, aus silbernem Wellenband wachsend.“ |
| Gemeinde Ihlienworth          |        | Genehmigt durch den Oberpräsidenten der Provinz Hannover am 3. Februar 1939: „In Silber über grünem Dreiberg ein aus drei schräggekreuzten roten Balken gebildeter Sechsstern.“ |
| Gemeinde Lamstedt             |        | Genehmigt ????: „In Blau auf goldenem Schildfuß ein silbernes Hünengrab (Steintisch).“ |
| Gemeinde Loxstedt             |        | Angenommen durch den Rat der Gemeinde am 21. Mai 1985, wirksam mit dem Inkrafttreten der neuen Hauptsatzung am 20. September 1985: „Das Wappen der Gemeinde zeigt auf grünem Schild, dessen Rand umlaufend mit 21 silbernen Schildnägeln belegt ist, über silbernem Wellenband ein nach rechts gewendetes silbernes Pferd.“                                                                                         |
| Gemeinde Mittelstenahe        |        | Genehmigt ????: „In Silber ein blauer Wellenbalken, begleitet von fünf blauen Odalrunen (3 : 2).“ |
| Gemeinde Neuenkirchen         |        | Genehmigt ????: „Gespalten; vorn: in Grün zwei silberne Wellenbalken; hinten: in Silber ein roter Feuerbesen.“ |
| Flecken Neuhaus (Oste)        |        | Genehmigt durch den Niedersächsischen Minister des Innern 1948: „Geteilt von Silber und Rot; oben ein wachsender, golden bewehrter roter Löwe, der in den Pranken einen aufrechten blauen Schlüssel mit auswärts gekehrtem Bart hält; unten: ein silberner Treppengiebel, belegt mit einem blauen Bootshaken.“ |
| Gemeinde Nordleda             |        | Angenommen 1938: „In Rot über grünem, mit einem silbernen Wellenbalken belegten Schildfuß ein silberner Sparren, von drei silbernen Sternen begleitet (2 : 1).“ |
| Gemeinde Oberndorf (Oste)     |        | Genehmigt ????: „Geteilt; oben: in Grün ein silbernes Wellenband; unten: zinnenförmig gespalten von Rot und Silber.“ |
| Gemeinde Odisheim             |        | Genehmigt ????: „Zweimal geteilt durch einen in zwei Reihen von Silber und Blau geschachten Balken; oben in Blau zwei silberne Pfeilkrautblätter; unten in Silber ein blaues Pfeilkrautblatt.“ |
| Gemeinde Osten (Oste)         |        | Genehmigt ????: „Gespalten; vorn: in Blau vier silberne Wellenbalken; hinten: in silber ein halber roter gold-bewehrter Adler am Spalt.“ |
| Gemeinde Osterbruch           |        | Genehmigt ????: „Geteilt; oben: in Silber drei blaue Spatenblätter (1 : 2); unten: in Rot ein silberner Pferdekopf.“ |
| Stadt Otterndorf              |        | Genehmigt ????: „Gespalten; vorn: neunmal geteilt von Schwarz und Gold, überdeckt mit einem schrägen und gebogenen grünen Rautenkranz; hinten: in Blau auf grünem Boden ein aufgerichteter goldener Fischotter.“ |
| Gemeinde Schiffdorf           |        | Genehmigt ????: „In Blau auf silbernen Wellen eine goldene Kogge mit silbernen Segeln, links begleitet von einer goldenen Ähre.“ |
| Gemeinde Steinau              |        | Genehmigt ????: „Von Silber und Rot durch vier absteigende Spitzen schräg rechts geteilt; links oben mit einem grünen Seerosenblatt belegt.“ |
| Gemeinde Stinstedt            |        | Genehmigt ????: „In Silber der heilige Joost oder Jodokus in grünem Pilgergewand mit einem roten Pilgerstab in der Rechten und einer goldenen Pilgrimsmuschel in der Linken; zu seinen Füßen links eine goldene Adelskrone.“ |
| Gemeinde Wanna                |        | Genehmigt ????: „Geteilt von Schwarz und Grün, überdeckt mit einer silbernen Urne.“ |
| Gemeinde Wingst               |        | Genehmigt ????: „In Grün auf silbernem Berg eine silberne Tanne, rechts und links von einer goldenen Kornähre beseitet.“ |
| Gemeinde Wurster Nordseeküste |        | Genehmigt ????: „Das Wappen der Gemeinde Wurster Nordseeküste zeigt ein Schild gespalten, vorne am Spalt in Gold (Gelb) ein halber rotbewehrter schwarzer Adler, hinten über grünem Wellenschildfuß, darin ein aufrecht stehendes goldenes (gelbes) Kleeblatt ein silberner (weißer) Wellenbalken, in Rot eine silberne (weiße) Tanne.“                                                                             |

## Ortsteile und historische Wappen

### GemeindeArmstorf
Zum 1. Juli 1972 wurden die beiden Gemeinden Dornsode und Langenmoor nach Armstorf eingemeindet.
| Ort                 | Wappen | Kommentare |
| ------------------- | ------ | --- |
| Gemeinde Dornsode   |        | Genehmigt ????: „In Grün drei silberne Heckenrosen (2 : 1) an einem aus dem rechten Schildrand wachsenden, nach links gebogenen Blütenzweig mit sieben Dornen.“ |
| Gemeinde Langenmoor |        | Genehmigt ????: „In Schwarz über silbernem welligen Schildfuß ein gold-gehörnter silberner Bullenkopf.“                                                         |

### GemeindeBelum
| Ort                   | Wappen | Kommentare |
| --------------------- | ------ | --- |
| Gemeinde Kehdingbruch |        | Genehmigt ????: „In Rot zwei schräg gekreuzte silberne Giebelbretter, die in auswärts gewendeten Pferdeköpfen enden, vor zwei silbernen an einem silbernen Stiel sitzenden Kleeblättern.“ Zum 1. Juli 1972 wurde die Gemeinde Kehdingbruch in die Gemeinde Belum eingemeindet. |

### GemeindeBeverstedt
Zum 1. November 2011 schlossen sich die Mitgliedsgemeinden der Samtgemeinde Beverstedt zur neugebildeten Einheitsgemeinde Beverstedt zusammen.
| Ort                       | Wappen | Kommentare |
| ------------------------- | ------ | --- |
| Gemeinde Appeln           |        | Genehmigt ????: „Schräglinks geteilt, oben in Silber ein grüner Apfel mit grünem Stiel und zwei grünen Blättern, unten in Rot eine schräglinks gestellte goldene Kornähre.“ |
| Flecken Beverstedt        |        | Wappen beruht auf einem Siegel des Erbgerichts Beverstedt aus dem 18. Jahrhundert, genehmigt durch den Niedersächsischen Minister des Innern 1950: „In Gold auif grünem Boden, der mit einem silbernen Wellenbalken belegt ist, ein hockender, rot bewehrter schwarzer Biber.“ |
| Gemeinde Bokel            |        | Genehmigt ????: „In Grün eine bewurzelte silberne Buche mit vier Ästen, deren Stamm mit einer goldenen Sense in Querstellung belegt ist.“ |
| Gemeinde Frelsdorf        |        | Genehmigt ????: „In Silber ein bewurzelter grüner Eichbaum mit sechs goldenen Früchten, um dessen Stamm ein goldener Ring schwebt.“ |
| Gemeinde Freschluneberg   |        | Genehmigt ????: „In Blau über einem silbernen Wellenbalken eine zunehmende silberne Mondsichel.“ Zum 1. Juli 1968 schlossen sich die beiden Gemeinden Freschluneberg und Westerbeverstedt zur neugebildeten Gemeinde Lunestedt zusammen. |
| Gemeinde Heerstedt        |        | Genehmigt ????: „In Blau ein goldener Hügel belegt mit einer schwarzen Holzschale mit Ziernagelung, überhöht von drei goldenen durchbrochenen Rauten in Balkenstellung.“ |
| Gemeinde Heise            |        | Genehmigt ????: „Von Blau über Schwarz durch einen silbernen Strichbalken geteilt, oben eine goldene Sonne mit zwölf Strahlen, wechselnd gerade und geflammt.“ Zum 1. Juli 1968 wurde Heise in die Nachbargemeinde Hollen eingemeindet. |
| Gemeinde Hollen           |        | Genehmigt ????: „In Blau drei aus silbernem Hügel wachsende goldene Riedbüschel.“ |
| Gemeinde Kirchwistedt     |        | Genehmigt ????: „Ein aus einem wellenförmigen blauen Schildfuß wachsendes schwarzes Mühlenrad in Grün, oben drei goldene Ähren.“ |
| Gemeinde Lunestedt        |        | Genehmigt 1968: „In Grün über blauem, mit silbernem Wellenbalken bedeckten Schildfuß, ein steigender goldener Biber, heraldisch links von einer zunehmenden silbernen Mondsichel begleitet.“ |
| Gemeinde Osterndorf       |        | Genehmigt ????: „Geteilt, oben in Blau eine volle, strahlende goldene Sonne, unten in Silber eine rote Odalsrune.“ Zum 1. Februar 1971 wurde die Gemeinde Osterndorf nach Beverstedt eingemeindet. |
| Gemeinde Stubben          |        | Genehmigt ????: „In Silber ein roter Rehbock mit goldenem Gehörn, nach rechts über einen schwebenden grünen Stubben springend.“ |
| Gemeinde Wehldorf         |        | Genehmigt ????: „In Silber ein blauer, welliger Balken, oben und unten von drei blauen Feuerstrahlen begleitet, oben 1 : 2, unten 2 : 1.“ Zum 1. Februar 1971 wurde die Gemeinde Wehldorf nach Beverstedt eingemeindet. |
| Gemeinde Wellen           |        | Genehmigt ????: „In Grün über einem silbernen Wellenbalken im Schildfuß ein aufgerichtetes silbernes Steinbeil mit goldenem Stiel, die Schneide nach rechts gewendet, im Halbkreis umgeben von neun stiellosen silbernen Steinbeilen, die Schneide auswärts gewendet.“ Zum 1. März 1974 wurde die Gemeinde Wellen nach Beverstedt eingemeindet und wurde zum 1. November 2011 eine Ortschaft im Sinne des Niedersächsischen Kommunalverfassungsgesetzes in der neugebildeten Einheitsgemeinde Beverstedt. |
| Gemeinde Westerbeverstedt |        | Genehmigt ????: „In Grün ein steigender goldener Biber, links von einem siebenzackigen goldenen Stern begleitet.“ Zum 1. Juli 1968 schlossen sich die beiden Gemeinden Freschluneberg und Westerbeverstedt zur neugebildeten Gemeinde Lunestedt zusammen. |
| Gemeinde Wollingst        |        | Genehmigt ????: „In Blau vor einem gehobenen, silbernen Wellenbalken ein goldenes Eichendreilaub mit zwei goldenen Eicheln am Stiel.“ Zum 1. März 1974 wurde die Gemeinde Wollingst nach Beverstedt eingemeindet und wurde zum 1. November 2011 eine Ortschaft im Sinne des Niedersächsischen Kommunalverfassungsgesetzes in der neugebildeten Einheitsgemeinde Beverstedt. |

### GemeindeCadenberge
Zum 1. November 2016 schlossen sich die beiden Gemeinde Cadenberge und Geversdorf zur neugebildeten Gemeinde Cadenberge zusammen.
| Ort                          | Wappen | Kommentare |
| ---------------------------- | ------ | --- |
| Gemeinde Cadenberge bis 2016 |        | Genehmigt 1939: „Gespalten von Rot und Silber; vorn: leer; hinten: ein halbes rotes Mühlrad am Spalt.“ |
| Gemeinde Geversdorf          |        | Genehmigt durch den Niedersächsischen Minister des Innern 1949: „Unter rotem, mit einem silbernen Pflug belegten Schildhaupt in Silber auf blauen Wellen ein linksgewendeter roter Einmaster mit schwarzen Segeln und rotem Wimpel am Mast.“ |

### KreisstadtCuxhaven
| Ort                       | Wappen | Kommentare |
| ------------------------- | ------ | --- |
| Amt Ritzebüttel           |        | Wappen beruht auf Siegelführung seit dem 18. Jahrhundert: „.“ Zum 1. April 1937 wurde das Amt Ritzebüttel durch das Groß-Hamburg-Gesetz aufgelöst und Cuxhaven gegen Altona, Harburg-Wilhelmsburg und Wandsbek eingetauscht. Der neugebildete Stadtkreis Cuxhaven wurde Teil der preußischen Provinz Hannover.                                                         |
| Gemeinde Altenbruch       |        | Genehmigt ????: „In Silber über grünem von zwei silbernen Wellenbalken durchzogenen Schildfuß eine rote zweitürmige Kirche mit blauen Turmspitzen.“ Zum 1. Juli 1972 wurde Altenbruch nach Cuxhaven eingemeindet. |
| Gemeinde Altenwalde       |        | Genehmigt ????: „In Gold auf grünem gewölbtem Schildfuß drei grüne Tannen; der Schildfuß belegt mit einer silbernen Urne.“ Zum 1. Juli 1972 wurde Altenwalde nach Cuxhaven eingemeindet. |
| Gemeinde Berensch-Arensch |        | Genehmigt ????: „In Blau über einem goldenen Eichenblatt im Schildfuß eine nach rechts und eine nach links strebende silberne Möwe, die Flügel senkrecht gespreizt, die hinteren Rumpfteile sich überschneidend.“ Zum 1. Februar 1971 wurde Berensch-Arensch nach Cuxhaven eingemeindet.                                                                               |
| Gemeinde Duhnen           |        | Genehmigt ????: „.“ Zum 1. März 1935 wurde Duhnen nach Cuxhaven eingemeindet. |
| Gemeinde Franzenburg      |        | Genehmigt ????: „In Gold auf grünem Boden ein rotes Torgebäude mit rotem Turm, schwarzem Tor, Dach und Turmdach.“ Zum 1. Juli 1968 wurde Franzenburg in die Gemeinde Altenwalde eingemeindet, die wiederum zum 1. Juli 1972 nach Cuxhaven eingemeindet wurde. |
| Gemeinde Gudendorf        |        | Genehmigt ????: „Gespalten; vorn: in Rot ein silbernes langgestieltes Ankerkreuz; hinten: in Silber eine blaue Heidsichel mit rotem Stiel, überkreuzt von einem Torfspaten mit blauem Blatt und rotem Stiel.“ Zum 1. Juli 1968 wurde Gudendorf in die Gemeinde Altenwalde eingemeindet, die wiederum zum 1. Juli 1972 nach Cuxhaven eingemeindet wurde.                |
| Gemeinde Holte-Spangen    |        | Angenommen durch den Rat der Gemeinde Holte-Spangen am 10. März 1965, genehmigt durch den Regierungspräsidenten in Stade im Juni 1966: „In Rot über grünem Schildfuß und silbernem Wellenbalken ein aufgerichteter goldener Eichenstumpf mit zwei goldenen Blättern und links einer goldenen Eichel.“ Zum 1. Juni 1970 wurde Holte-Spangen nach Cuxhaven eingemeindet. |
| Gemeinde Lüdingworth      |        | Genehmigt ????: „In Blau auf goldenem Dreiberg ein Reiter mit rotem Überkleid, silbernen Ärmeln und goldenen Stiefeln auf silbernem Pferd mit rotem Sattel und Geschirr und goldenen Hufen. Der Reiter hält in der rechten Hand einen silbernen Schultheißenstab.“ Zum 1. Juli 1972 wurde Lüdingworth nach Cuxhaven eingemeindet.                                      |
| Gemeinde Oxstedt          |        | Genehmigt ????: „In Grün zwischen drei goldenen Eichenblättern (2 : 1) eine silberne durchbrochene Raute, in Balkenstellung, als Odalrune.“ Zum 1. Juli 1968 wurde Oxstedt in die Gemeinde Altenwalde eingemeindet, die wiederum zum 1. Juli 1972 nach Cuxhaven eingemeindet wurde.                                                                                    |
| Gemeinde Sahlenburg       |        | Genehmigt ????: „Wellengeteilt von Blau und Silber; oben: eine silberne fliegende Möwe; unten: eine rote Zinnenmauer.“ Zum 1. Juni 1970 wurde Sahlenburg nach Cuxhaven eingemeindet. |

### StadtGeestland
Zum 1. Januar 2015 schloss sich die Stadt Langen (Geestland) mit den Mitgliedsgemeinden der Samtgemeinde Bederkesa zur neugebildeten Stadt Geestland zusammen.
| Ort                         | Wappen | Kommentare |
| --------------------------- | ------ | --- |
| Gemeinde Alfstedt           |        | Genehmigt ????: „In Rot ein silberner, golden bewehrter Kranich mit aufgerichteten Flügeln und einer goldenen Kugel im erhobenen Ständer.“ Zum 1. Juli 1968 schlossen sich die beiden Gemeinden Alfstedt und Kührstedt zur neugebildeten Gemeinde Kührstedt zusammen.               |
| Gemeinde Ankelohe           |        | Genehmigt ????: „In Blau ein silberner, rückwärtsspähender, golden bewehrter Falke, links oben beseitet von drei goldenen Buchenblättern am Zweig.“ Zum 1. Januar 1970 wurde die Gemeinde Ankelohe nach Bederkesa eingemeindet.                                                     |
| Flecken Bad Bederkesa       |        | Genehmigt ????: „In Rot über einem wachsenden goldenen Löwen ein waagrechter silberner Schlüssel mit dem Griff nach links.“ |
| Gemeinde Debstedt           |        | Genehmigt ????: „In Blau auf zwei silbernen liegenden, abgewandten Löwen zwei zottige, goldene Männer, ein goldenes gotisches Taufbecken auf ihren Schultern tragend.“ Zum 1. März 1974 wurde die Gemeinde Debstedt nach Langen eingemeindet.                                       |
| Gemeinde Drangstedt         |        | Genehmigt ????: „In Silber zwei schwebende bewurzelte grüne Tannen über einem grünen Hügel, belegt mit einem goldenen, silbergehörnten Ochsenkopf; der Hügel über einem silbernen Schildfuß.“                                                                                       |
| Gemeinde Elmlohe bis 1968   |        | Genehmigt ????: „In Silber drei grüne, in Gabelstellung, die Stiele zueinander gewendete Ulmenblätter.“ zum 1. Juli 1968 schlossen sich die beiden Gemeinde Marschkamp und Elmlohe zur neugebildeten Gemeinde Elmlohe zusammen.                                                     |
| Gemeinde Elmlohe            |        | Genehmigt ????: „In Blau drei goldene, in Gabelstellung, die Stiele zueinander gewendete Ulmenblätter, zwischen zwei zum Halbkranz gelegten silbernen Eichenzweigen über einem silbernen Balken in Wellenschnitt.“                                                                  |
| Gemeinde Fickmühlen         |        | Genehmigt ????: „Geteilt, oben in Rot ein wachsender silberner Kranich mit goldenem Schnabel, unten in Silber ein halbes rotes Mühlrad.“ Zum 1. März 1974 wurde die Gemeinde Fickmühlen nach Bederkesa eingemeindet.                                                                |
| Gemeinde Flögeln            |        | Genehmigt ????: „In Blau über silbernem Wellenfuß zwei abgekehrte silberne Kranichflügel.“ |
| Gemeinde Großenhain         |        | Genehmigt ????: „Von silbernem welligen Strichbalken schräglinks geteilt, oben in Grün ein silbernes Sensenblatt, unten in Schwarz ein aufrecht stehender Torfspaten.“ Zum 1. März 1974 wurden die beiden Gemeinden Großenhain und Meckelstedt in die Gemeinde Lintig eingemeindet. |
| Gemeinde Hainmühlen         |        | Genehmigt ????: „Gespalten, vorn in Silber ein halbes rotes Mühlrad am Spalt, hinten in Rot eine halbe silberne Standfußschale der jüngeren Steinzeit am Spalt.“ Zum 1. März 1974 wurde die Gemeinde Hainmühlen nach Ringstedt eingemeindet.                                        |
| Gemeinde Holßel             |        | Angenommen durch den Rat der Gemeinde Holßel am 9. Juli 1963, genehmigt ????: „In Silber über grünem, mit einer aufgerichteten silbernen Hirtenschaufel belegten Hügel zwei bewurzelte grüne Tannen.“                                                                               |
| Gemeinde Hymendorf          |        | Genehmigt durch den Regierungspräsidenten in Stade am 30. Dezember 1963: „In Blau ein silberner Moorspaten in schräglinker Stellung, rechts oben und links unten begleitet von einer goldenen Biene.“ Zum 1. März 1974 wurde die Gemeinde Hymendorf nach Langen eingemeindet.       |
| Gemeinde Imsum              |        | Genehmigt ????: „In Grün über silbernem Schildfuß ein goldener Turm.“ |
| Gemeinde Köhlen             |        | Genehmigt ????: „In Gold über einem schwarzen Meiler mit goldenem Buchstaben K belegt, rechts und links ein grüner aufgerichteter zweiblättriger Eichenzweig mit Frucht.“ |
| Gemeinde Krempel            |        | Genehmigt ????: „In Silber eine sechzehnstrahlige rote Sonne über einem schwarzen, mit einer silbernen Henkelurne belegten Hügel.“ |
| Gemeinde Kührstedt bis 1968 |        | Genehmigt ????: „In Grün ein silberner Reiher mit goldenem Schnabel und goldenen Beinen, rechts unten von einem goldenen Kleeblatt beseitet.“ Zum 1. Juli 1968 schlossen sich die beiden Gemeinden Alfstedt und Kührstedt zur neugebildeten Gemeinde Kührstedt zusammen.            |
| Gemeinde Kührstedt          |        | Genehmigt ????: „Geteilt, oben in Rot ein wachsender silberner Eichbaum, rechts und links ein Ast, der jeweils drei silberne Blätter und eine goldene Frucht trägt, unten in Grün ein silberner Wellenbalken, belegt mit einem schwarzen Schiff.“                                   |
| Gemeinde Langen             |        | Genehmigt ????: „In Gold über schwarzem Hügel, belegt mit goldener Urne über silbernem Wellenstreifen, ein rotes aufgehendes Sonnenrad.“ |
| Gemeinde Lintig             |        | Genehmigt ????: „Gespalten, vorn in Rot ein silberner Kranichflügel, hinten in Silber ein aufgerichteter, mit dem Bart nach rechts gekehrter roter Schlüssel.“ |
| Gemeinde Marschkamp         |        | Genehmigt ????: „In Blau zwei goldene Kornähren zwischen zwei zum Halbkranz gelegten silbernen Eichenzweigen über einem silbernen Balken in Wellenschnitt.“ zum 1. Juli 1968 schlossen sich die beiden Gemeinde Marschkamp und Elmlohe zur neugebildeten Gemeinde Elmlohe zusammen. |
| Gemeinde Meckelstedt        |        | Genehmigt ????: „In Rot auf grünem Boden ein silberner Opferstein, von drei kleinen Steinträgern gestützt.“ |
| Gemeinde Neuenwalde         |        | Genehmigt ????: „In Rot auf grünem, mit silbernen Wellenstreifen belegten Schildfuß ein silberner Glockenturm mit goldener Glocke in schwarzem Schallloch, goldenem Tor und goldenem Kreuz auf der Spitze.“                                                                         |
| Gemeinde Ringstedt          |        | Genehmigt ????: „In Blau ein goldener Ring, darin ein goldener Adlerkopf mit rotem Schnabel und roter Zunge.“ |
| Gemeinde Sievern            |        | Genehmigt ????: „In Grün über erniedertem silbernem Wellenbalken ein gestürztes silbernes Schwert in fränkischer Form mit goldenem Griff, beseitet von je einer schräggestellten goldenen Ähre.“                                                                                    |

### GemeindeHagen im Bremischen
Zum 1. Januar 2014 schlossen sich die Mitgliedsgemeinden der Samtgemeinde Hagen zur neugebildeten Einheitsgemeinde Hagen im Bremischen zusammen.
| Ort                                   | Wappen | Kommentare |
| ------------------------------------- | ------ | --- |
| Gemeinde Albstedt                     |        | Genehmigt ????: „In von Gold und Blau schräglinks geteiltem Schilde, vorn eine schwarze, rot-bewehrte, schräglinks aufwärtsgerichtete Bärentatze, hinten eine silberne, heraldische, senkrecht aufgestellte Lilie.“ Zum 1. März 1974 wurden die Gemeinden Albstedt, Heine, Hoope und Lehnstedt nach Wulsbüttel eingemeindet.                                                                                           |
| Gemeinde Bramstedt                    |        | Genehmigt ????: „Geteilt; oben in Blau drei silberne Rüdenköpfe mit goldener Zunge und goldenen, beringten Halsbändern; unten in Gold eine blaue Jakobsmuschel.“ |
| Gemeinde Dorfhagen                    |        | Genehmigt ????: „In Blau, aus einem grünen Dreiberg wachsend, ein goldener Löwe, der in der rechten erhobenen Pranke ein silbernes Schwert hält, beseitet rechts von einem goldenen dreiblättrigen Kleeblatt und links von einer goldenen Kornähre.“ |
| Gemeinde Driftsethe                   |        | Genehmigt ????: „In Blau über einem silbernen Wellenbalken im Schildfuß drei (2 : 1) silberne Bauernkaten mit goldenem Dach.“ |
| Gemeinde Hagen im Bremischen bis 2014 |        | Genehmigt ????: „In Silber eine bewurzelte grüne Eiche, bei der zwischen den Ästen ein roter Schild mit zwei gekreuzten silbernen Schlüsseln angebracht ist.“ |
| Gemeinde Harrendorf                   |        | Genehmigt ????: „Gespalten, vorn in Grün der goldene Kopf eines Rehbocks mit Hals, hinten in Silber über einem schwarzen Hifthorn mit goldenen Beschlägen und goldenem Gehänge zwei grüne Tannen.“ Zum 13. Juni 1973 wurde die Gemeinde Harrendorf nach Bramstedt eingemeindet. |
| Gemeinde Heine                        |        | Genehmigt ????: „In Rot ein fünfknüppeliger in drei Bahnen aus Zweigen geflochtener silberner Zaun.“ Zum 1. März 1974 wurden die Gemeinden Albstedt, Heine, Hoope und Lehnstedt nach Wulsbüttel eingemeindet. |
| Gemeinde Hoope                        |        | Genehmigt ????: „In Blau ein silberner Pferdekopf über drei ineinandergeflochtenen silbernen Ringen.“ Zum 1. März 1974 wurden die Gemeinden Albstedt, Heine, Hoope und Lehnstedt nach Wulsbüttel eingemeindet. |
| Gemeinde Kassebruch                   |        | Genehmigt ????: „In von Silber und Schwarz gespaltenem Schilde ein Mühlrad über einem Wellenbalken, beide in vertauschten Farben.“ |
| Gemeinde Lehnstedt                    |        | Genehmigt ????: „In Blau auf grünem Boden ein silbernes Großsteingrab, überhöht von drei goldenen Blättern mit drei goldenen Eicheln in Gabelstellung.“ Zum 1. März 1974 wurden die Gemeinden Albstedt, Heine, Hoope und Lehnstedt nach Wulsbüttel eingemeindet. |
| Gemeinde Lohe                         |        | Genehmigt ????: „In Silber ein querliegender, abgehauener grüner Ast, aus dem nach oben ein grüner Erlenzweig mit drei (1 : 2) grünen Fruchtzapfen und vier (2 : 2) grünen Blättern emporwächst.“ Zum 13. Juni 1973 wurde die Gemeinde Lohe nach Bramstedt eingemeindet. |
| Gemeinde Offenwarden                  |        | Genehmigt ????: „In Blau auf grüner Wurt ein niedersächsisches Bauernhaus mit silbernem Fachwerk und goldenem Strohdach.“ Zum 1. Juli 1968 schlossen sich die Gemeinden Offenwarden, Rechtenfleth, Sandstedt und Wersabe zur neugebildeten Gemeinde Sandstedt zusammen. |
| Gemeinde Rechtenfleth                 |        | Genehmigt ????: „In Rot über grünem, mit silberner Wellenleiste belegten Dreiberg ein silberner Kesselhaken.“ Zum 1. Juli 1968 schlossen sich die Gemeinden Offenwarden, Rechtenfleth, Sandstedt und Wersabe zur neugebildeten Gemeinde Sandstedt zusammen. |
| Gemeinde Sandstedt                    |        | Genehmigt ????: „Gespalten, vorn in Blau ein nach rechts gewendeter, stehender gold-bewehrter, rot-bezungter, golden nimbierter silberner Johannesadler, hinten in Silber ein schwebender, gekrümmter grüner Lindenzweig über einem erniederten blauen welligen Balken.“ Zum 1. Juli 1968 schlossen sich die Gemeinden Offenwarden, Rechtenfleth, Sandstedt und Wersabe zur neugebildeten Gemeinde Sandstedt zusammen. |
| Gemeinde Uthlede                      |        | Genehmigt ????: „In Blau ein silberner Widderkopf mit goldenen gewundenen Hörnern.“ |
| Gemeinde Wersabe                      |        | Genehmigt ????: „Unter blauem, mit drei silbernen Lilien belegtem Schildhaupt gespalten von Silber und Schwarz.“ Zum 1. Juli 1968 schlossen sich die Gemeinden Offenwarden, Rechtenfleth, Sandstedt und Wersabe zur neugebildeten Gemeinde Sandstedt zusammen. |
| Gemeinde Wittstedt                    |        | Genehmigt ????: „Geteilt, oben in Blau acht goldene sechsstrahlige Sterne, waagerecht in zwei Reihen angeordnet, unten in Rot zwei gekreuzte silberne Schlüssel.“ Zum 13. Juni 1973 wurde die Gemeinde Wittstedt nach Bramstedt eingemeindet. |
| Gemeinde Wulsbüttel                   |        | Genehmigt ????: „In Grün über einem goldenen Eichenzweig mit einer Eichel zwischen zwei Blättern eine silberne Lilie.“ |
| Gemeinde Wurthfleth                   |        | Genehmigt ????: „In Silber über grünem, mit silbernem Wellenband belegten Dreiberg ein blaues Spatenblatt.“ |

### GemeindeHechthausen
Zum 1. Juli 1972 schlossen sich die Mitgliedsgemeinden Bornberg, Kleinwörden, Klint, Laumühlen und Wisch der seit 1962 bestehenden Samtgemeinde an der Oste zur neugebildeten Gemeinde Hechthausen zusammen. Diese gehört seit dem 1. August 1972 zur neugebildeten Samtgemeinde Hemmoor.
| Ort                  | Wappen | Kommentare |
| -------------------- | ------ | --- |
| Gemeinde Bornberg    |        | Genehmigt ????: „In Schwarz auf grünem Dreiberg ein goldener nach links gewendeter Ziehbrunnen.“                                                                  |
| Gemeinde Kleinwörden |        | Genehmigt ????: „In Rot auf grünem, mit silbernem Wellenstreifen belegten Hügel ein silberner niedersächsischer Hausgiebel.“                                      |
| Gemeinde Klint       |        | Genehmigt ????: „Geteilt; oben: in Rot ein silberner Pferdekopf; unten: in Silber ein blauer Wellenbalken.“                                                       |
| Gemeinde Laumühlen   |        | Genehmigt ????: „Geteilt; oben: in Silber eine grüne Eichel mit zwei grünen Blättern am Stiel; unten: in Blau ein halbes silbernes Mühlrad an der Schildteilung.“ |
| Gemeinde Wisch       |        | Genehmigt ????: „Geteilt durch einen grünen Balken; oben: in Silber zwei gestürzte blaue Sterne; unten: in Silber drei aufsteigende blaue Spitzen.“               |

### StadtHemmoor
1968 schlossen sich die Gemeinden Basbeck (mit Sethlerhemm), Heeßel, Hemm, Hemmoor, Warstade und Westersode zur neugebildeten Gemeinde Hemmoor zusammen, der am 1. Oktober 1982 die Stadtrechte verliehen wurden.
| Ort                       | Wappen | Kommentare |
| ------------------------- | ------ | --- |
| Gemeinde Basbeck          |        | Genehmigt ????: „In Silber ein schwarzer Kesselhaken über einem blauen Wellenbalken zwischen zwei roten senkrechten Mauern mit drei Zinnen.“                                     |
| Bröckelbeck               |        | Genehmigt ????: „.“ |
| Gemeinde Heeßel           |        | Genehmigt ????: „Schräglinks geteilt; oben: in Silber drei grüne Haselnüsse am Stiel (1 : 2); unten: in Rot vier silberne Schürfeisen (3 : 1).“                                  |
| Gemeinde Hemm             |        | Genehmigt ????: „In Grün über einem silbernen Wellenbalken ein linksgewendeter goldener Stier.“                                                                                  |
| Gemeinde Hemmoor bis 1968 |        | Genehmigt ????: „Geteilt; oben: in Rot zwei gekreuzte silberne Pferdeköpfe; unten: in Blau ein halbes goldenes Zahnrad an der Teilung.“                                          |
| Gemeinde Warstade         |        | Genehmigt ????: „In Rot ein aufgerichteter abgewendeter goldener Schlüssel, verbunden mit einer goldenen Waage; im rechten Schildeck ein schräglinker silberner Wellenstreifen.“ |
| Gemeinde Westersode       |        | Genehmigt ????: „In Blau ein silberner Ziehbrunnen.“ |

### GemeindeHollnseth
Zum 1. Juli 1972 schlossen sich die beiden Gemeinden Hollen und Abbenseth zur neugebildeten Gemeinde Hollnseth zusammen.
| Ort                | Wappen | Kommentare |
| ------------------ | ------ | --- |
| Gemeinde Abbenseth |        | Genehmigt ????: „In Silber ein blauer von vier (3 : 1) schwarzen Kesselhaken begleiteter Wellenbalken.“ |
| Gemeinde Hollen    |        | Genehmigt ????: „In Blau ein goldener Berg, als Schildfuß belegt mit einem blauen Steingrab; überhöht von einem silbernen Wellenstreifen mit einem halbierten goldenen Mühlrad am oberen Wellenstreifenrand.“ |

### GemeindeLamstedt
Zum 1. Juli 1972 wurden die Gemeinden Hackemühlen, Ihlbeck, Nindorf und Wohlenbeck in die Gemeinde Lamstedt eingegliedert.
| Ort                  | Wappen | Kommentare |
| -------------------- | ------ | --- |
| Gemeinde Hackemühlen |        | Genehmigt ????: „Geteilt; oben: in Blau ein halbiertes silbernes Mühlrad; unten: in Silber ein grüner gerodeter Stubben.“                                                                                                 |
| Gemeinde Ihlbeck     |        | Genehmigt ????: „In Schwarz über grünem Schildfuß und silbernem, mit fünf schwarzen Egeln (2 : 1 : 2) belegten Wellenbalken ein silberner Schachspringer.“                                                                |
| Gemeinde Nindorf     |        | Genehmigt ????: „In Silber auf grünem Dreiberg ein zum Sprung ansetzender schwarzer Bulle mit goldenen Hörnern, Klauen und goldenem Nasenring; darüber frei schwebend drei aufeinandergelegte rote Ziegelsteine (1 : 2).“ |
| Gemeinde Wohlenbeck  |        | Genehmigt ????: „In Blau über einem silbernen Wellenbalken im Schildfuß ein goldener Eichenzweig mit drei Eicheln und vier Blättern, die Eicheln 1:2, die Blätter 2:2.“                                                   |

### GemeindeLoxstedt
Zum 1. März 1974 wurden die Gemeinden  Bexhövede, Donnern, Düring, Loxstedt, Nesse und Stinstedt der Samtgemeinde Loxstedt mit den Gemeinden Büttel, Fleeste, Holte, Landwürden, Lanhausen, Neuenlande und Stotel zur neugebildeten Einheitsgemeinde Loxstedt zusammengefasst.
| Ort                            | Wappen | Kommentare |
| ------------------------------ | ------ | --- |
| Gemeinde Bexhövede             |        | Genehmigt ????: „Unter grünem, mit silbernem Wellenbalken belegten Schildhaupt in Silber ein roter oben gezinnter Sparren.“ |
| Gemeinde Büttel                |        | Genehmigt ????: „In Rot über einem goldenen Dreiberg im Schildfuß drei (1 : 2) silberne fliegende Tauben, die Obere herabstoßend, die Rechte schräglinks und die Linke schrägrechts fliegend.“ |
| Ortschaft Dedesdorf-Eidewarden |        | Angenommen durch den Bürgerverein Dedesdorf-Eidewarden von 1958 e. V. im Jahre 2009: „Schild gespalten, vorn in Blau der heilige Laurentius im silbernen Gewand, in der Rechten einen Rost haltend, in der Linken ein aufgeschlagenes Buch und eine Lilie, oben rechts und links je ein schwebender achtstrahliger silberner Stern; hinten in Rot, oben vier schwarze Wellenlinien überhöht von einem schrägrechtsgestellten silbernen Spaten, der links und rechts von je einem schwarzen Kleeblatt beseitet wird, unten eine schwarzbedachte silberne Windmühle.“ Zum 1. Januar 1936 wurde die Gemeinde Dedesdorf mit den Bauerschaften und Dörfern Buttel, Dorf Dedesdorf, Eidewarden, Maihausen, Overwarfe, Ueterlande und Wiemsdorf in Landwürden umbenannt. Nach dem 1. März 1974 waren Dedesdorf und Eidewarden zwei Ortschaften der neugebildeten Einheitsgemeinde Loxstedt. 2016 wurden die beiden Ortschaften zur Ortschaft Dedesdorf-Eidewarden zusammengefasst. |
| Gemeinde Donnern               |        | Genehmigt ????: „Durch Wellenschnitt geteilt, oben in Blau sieben (4 : 3) goldene Glocken, unten in Silber ein toter rot-bewehrter grüner Drache.“ |
| Gemeinde Düring                |        | Genehmigt ????: „In Silber ein von drei (2 : 1) roten Widderköpfen begleiteter blauer Balken.“ |
| Gemeinde Fleeste               |        | Genehmigt ????: „In Blau ein großes goldenes „F“ über silbernen Wellen.“ |
| Gemeinde Hahnenknoop           |        | Genehmigt ????: „In Silber auf grünem Hügel ein balzender schwarzer, golden bewehrter Birkhahn.“ |
| Gemeinde Hetthorn              |        | Genehmigt ????: „In Rot ein silbernes Hifthorn mit goldenen Beschlägen und goldenem Gehänge, überhöht von einer silbernen fünfblätterigen Doppelrose.“ |
| Gemeinde Holte                 |        | Genehmigt ????: „In Silber ein rotes Hoftor, in dessen Einfahrt ein schwarzer Nagel mit der Spitze nach unten schwebt.“ |
| Gemeinde Landwürden            |        | Genehmigt ????: „In Gold der heilige Laurentius im silbernen Gewand; in der Rechten einen roten Rost haltend; in der Linken ein silbernes aufgeschlagenes Buch und eine grüne Lilie; oben rechts und links je ein schwebender achtstrahliger silberner Stern.“ |
| Gemeinde Lanhausen             |        | Genehmigt ????: „In Grün über silbernen Wellen ein springendes silbernes Pferd über einem goldenen Kleeblatt.“ |
| Gemeinde Loxstedt bis 1974     |        | Genehmigt ????: „In Silber drei schwarze, mit den Spitzen einander zugewandte Nägel in Deichselstellung, oben und an den Seiten von einer goldbesamten, roten, sechsblättrigen Rose begleitet.“ |
| Gemeinde Nesse                 |        | Genehmigt ????: „In Silber auf grünem Schildfuß eine grüne Linde, rechts und links beseitet von drei roten aufeinandergelegten Backsteinen (1 : 2).“ |
| Gemeinde Neuenlande            |        | Genehmigt ????: „In Silber drei aus grünem, mit einem zunehmenden silbernen Mond belegten Schildfuß wachsende grüne Kornähren.“ |
| Gemeinde Schwegen              |        | Genehmigt ????: „Gespalten, vorn in Rot ein goldener Bischofsstab, hinten in Silber eine rote Moltebeere an grünen Stiel mit grünem stilisierten, fünflappigen Blatt.“ |
| Gemeinde Stinstedt             |        | Genehmigt ????: „In Silber eine aus rotem, mit einem silbernen Hünengrab (Steintisch) belegten Schildfuß wachsende grüne Eiche mit sieben goldenen Eicheln.“ |
| Gemeinde Stotel                |        | Genehmigt ????: „In Blau ein silberner Spangenhelm mit rot-goldenen Helmdecken und goldenen Büffelhörnern, durchkreuzt von zwei silbernen Schlüsseln.“ |

### GemeindeMittelstenahe
Zum 1. Juli 1972 wurden die Gemeinden Nordahn und Varrel in die Gemeinde Mittelstenahe eingemeindet.
| Ort              | Wappen | Kommentare |
| ---------------- | ------ | --- |
| Gemeinde Nordahn |        | Genehmigt ????: „In Gold über dem grünen Blatt der Leberblume (Hepatica nobilis) zwei aufgerichtete auswärts gekehrte rot bewehrte schwarze Bärenklauen.“ |
| Gemeinde Varrel  |        | Genehmigt ????: „In Rot über einem silbernem Findling ein silbernes Lindenblatt.“                                                                         |

### GemeindeOsten (Oste)
Zum 1. Juli 1972 schlossen sich die Gemeinden Osten, Altendorf und Isensee zur neugebildeten Gemeinde Osten (Oste) zusammen.
| Ort                | Wappen | Kommentare |
| ------------------ | ------ | --- |
| Gemeinde Altendorf |        | Genehmigt ????: „Gespalten; vorn: auf rotem Feld ein silberner Wellenstreifen; hinten: auf silbernem Feld ein grüner bewurzelter Baum mit drei abgehackten Ästen rechts und links.“ |
| Gemeinde Isensee   |        | Genehmigt ????: „In Rot drei silberne fünfspitzige Zickzackbalken.“ |

### GemeindeSchiffdorf
Zum 1. März 1974 schlossen sich die Gemeinden Bramel, Geestenseth, Laven, Schiffdorf (mit Apeler), Sellstedt, Spaden, Wehdel (mit Altluneberg) und Wehden zur neugebildeten Einheitsgemeinde Schiffdorf zusammen.
| Ort                          | Wappen | Kommentare |
| ---------------------------- | ------ | --- |
| Gemeinde Altluneberg         |        | Genehmigt ????: „Innerhalb schwarzer, mit 14 silbernen Pfennigen belegter Bordüre geteilt, oben in Silber ein roter Burgturm mit fünf Zinnen, unten in Rot ein silberner Streifen in Wellenschnitt.“ Zum 4. April 1967 wurde die Gemeinde Altluneberg nach Wehdel eingemeindet. |
| Gemeinde Bramel              |        | Genehmigt ????: „In Grün über silbernem Wellenbalken ein silberner Turm mit rotem Dach.“ |
| Gemeinde Geestenseth         |        | Genehmigt ????: „Unter silbernem, mit zwei blauen gekreuzten Schlüsseln belegtem Schildhaupt in Blau sechs goldene fächerförmig aufgestellte Kornähren.“ |
| Gemeinde Laven               |        | Genehmigt ????: „In Blau eine gestielte, gold-besamte, silberne Seerose, rechts und links von einem gestielten Seerosenblatt begleitet, alles aus einem silbernen, welligen, zweimal geteilten Schildfuß wachsend.“                                                             |
| Gemeinde Schiffdorf bis 1974 |        | Genehmigt ????: „In Blau auf silbernen Wellen eine goldene Kogge mit silbernen Segeln zwischen zwei goldenen Ähren.“ |
| Gemeinde Sellstedt           |        | Genehmigt ????: „In Grün über silbernem welligem Schildfuß ein silberner Pflug.“ |
| Gemeinde Spaden              |        | Genehmigt ????: „In Gold ein schwarzer Schräglinksbalken, belegt mit einem silbernen Spaten am goldenen Stiel.“ |
| Gemeinde Wehdel              |        | Genehmigt ????: „Gespalten, vorn in Silber ein halber grüner Eichenzweig mit Blättern und Frucht am Spalt, hinten in Rot ein silberner Schildfuß in Wellenschnitt, zweimal geteilt überhöht von einem silbernen Zinnenturm mit offenem Tor und schwarzem Fallgitter.“           |
| Gemeinde Wehden              |        | Genehmigt ????: „In Rot ein schräglinks gelegter silberner Holzhammer mit den Zahlen „23/23“, begleitet rechts von einem silbernen Eichenblatt mit Eichel, links von einer silbernen Urne.“                                                                                     |

### GemeindeStinstedt
Zum 1. Juli 1972 wurden die beiden Gemeinden Moorausmoor und Neubachenbruch nach Stinstedt eingemeindet.
| Ort                     | Wappen | Kommentare |
| ----------------------- | ------ | --- |
| Gemeinde Moorausmoor    |        | Genehmigt ????: „In Schwarz über einem silbernen Wellenstreifen ein aufrecht stehender silberner Torfspaten.“                                  |
| Gemeinde Neubachenbruch |        | Genehmigt ????: „In Blau unter einem silbernen zunehmenden Mond ein schwarzer Torfkahn zwischen zwei silbernen Balken, in beide hineinragend.“ |

### GemeindeWingst
| Ort             | Wappen | Kommentare |
| --------------- | ------ | --- |
| Gemeinde Oppeln |        | Genehmigt ????: „In Blau zwei gekreuzte gold-tingierte Haferrispen.“ Zum 1. Juli 1972 wurde die Gemeinde Oppeln in die Gemeinde Wingst eingemeindet. |

### GemeindeWurster Nordseeküste
Zum 1. Januar 2015 schloss sich die 1967 neugebildete Gemeinde Nordholz mit den Mitgliedsgemeinden Cappel, Mulsum, Midlum, Padingbüttel, Dorum, Misselwarden und Wremen der Samtgemeinde Land Wursten zur Einheitsgemeinde Wurster Nordseeküste zusammen.
| Ort                        | Wappen | Kommentare |
| -------------------------- | ------ | --- |
| Gemeinde Cappel            |        | Genehmigt ????: „In Blau auf grünem Hügel eine silberne Kirche mit goldenem Tor und goldenem Wetterhahn.“ |
| Gemeinde Cappel-Neufeld    |        | Genehmigt ????: „Geteilt, oben in Gold eine nach rechts gewandte Faust in Naturfarbe, aus einem schwarzen Ärmel hervorstoßend, unten in Grün ein silberner welliger Schildfuß.“ Zum 1. Juli 1968 schlossen sich die Gemeinden Cappel-Neufeld, Spieka und Spieka-Neufeld zur neugebildeten Gemeinde Spieka zusammen, die zum 1. März 1974 in die Gemeinde Nordholz eingemeindet wurde.                  |
| Gemeinde Deichsende        |        | Genehmigt ????: „Geteilt, oben in Blau ein wachsender, rot bewehrter, goldener Adler, unten schräglinks geteilt von Silber über Grün, darin je ein Kleeblatt in vertauschten Farben.“ Zum 1. Juli 1967 schlossen sich die drei Gemeinden Nordholz, Deichsende und Wursterheide zur neugebildeten Gemeinde Nordholz zusammen.                                                                           |
| Gemeinde Dorum             |        | Genehmigt ????: „Gespalten, vorn in Silber ein halber schwarzer, rot-bewehrter Adler am Spalt, hinten in Gold der heilige Urban (schwarz) über grünem, mit einem silbernen Kleeblatt belegten Schildfuß.“ |
| Gemeinde Midlum            |        | Genehmigt ????: „In Grün über einem silbernen aufgerichteten, von zwei goldenen Ähren begleiteten Bischofsstab eine goldene Waage.“ |
| Gemeinde Misselwarden      |        | Genehmigt ????: „In Blau eine goldene, an einem Balken hängende Glocke mit der Jahreszahl 1459.“ |
| Gemeinde Mulsum            |        | Genehmigt ????: „In Rot eine silberne Kirche mit drei goldenen Glocken in den Schallfenstern (1 : 2), goldenem Tor und goldenem Wetterhahn, begleitet rechts von einer aufrechten silbernen Barte mit goldenem Stiel, links oben von der Jahreszahl 1524.“ |
| Gemeinde Nordholz bis 1967 |        | Genehmigt ????: „Gespalten, vorn in Silber ein halbes springendes Ross am Spalt, hinten in Rot eine silberne Tanne mit sichtbaren Wurzeln.“ Zum 1. Juli 1967 schlossen sich die drei Gemeinden Nordholz, Deichsende und Wursterheide zur neugebildeten Gemeinde Nordholz zusammen. |
| Gemeinde Nordholz          |        | Genehmigt ????: „Das Wappen der Ortschaft Nordholz zeigt ein Schild gespalten von Rot vor Blau über einem schräglinksgeteilten Schildfuß von Silber vor Grün. Oben in Rot eine bewurzelte silberne Tanne und in Blau ein silberner Propeller, rechts und links mit einem silbernen Flügel besteckt. Unten im Schildfuß, rechts ein silbernes Kleeblatt in Grün, links ein grünes Kleeblatt in Silber.“ |
| Gemeinde Padingbüttel      |        | Genehmigt ????: „Gespalten, vorn in Grün drei silberne Kleeblätter (2 : 1), hinten in Silber ein gold-bewehrter und gekrönter schwarzer Adler.“ |
| Gemeinde Spieka            |        | Genehmigt ????: „In Rot ein aufgerichteter silberner Schlüssel mit nach rechts gewandtem Bart, rechts und links begleitet von je einem silbernen Kleeblatt.“ Zum 1. Juli 1968 schlossen sich die Gemeinden Cappel-Neufeld, Spieka und Spieka-Neufeld zur neugebildeten Gemeinde Spieka zusammen, die zum 1. März 1974 in die Gemeinde Nordholz eingemeindet wurde.                                     |
| Gemeinde Spieka-Neufeld    |        | Genehmigt ????: „Schräg rechts geteilt, oben in Silber ein schräggelegtes blaues Spatenblatt, unten in Grün eine schräggelegte goldene Ähre.“ Zum 1. Juli 1968 schlossen sich die Gemeinden Cappel-Neufeld, Spieka und Spieka-Neufeld zur neugebildeten Gemeinde Spieka zusammen, die zum 1. März 1974 in die Gemeinde Nordholz eingemeindet wurde.                                                    |
| Gemeinde Wanhöden          |        | Genehmigt ????: „Gespalten – vorn in Silber über einem schwarzen erniederten Strichbalken einen roten Fuchskopf; hinten in Grün eine bewurzelte stilisierte silberne Birke.“ Zum 1. Januar 1970 wurde die Gemeinde Wanhöden in die 1967 neugebildete Gemeinde Nordholz eingemeindet. |
| Gemeinde Wremen            |        | Genehmigt ????: „Gespalten, vorn in Silber ein halber schwarzer, rot bewehrter Adler am Spalt, hinten durch einen silbernen Wellenbalken geteilt von Blau über Grün, oben in Blau ein silberner Anker.“ |
| Gemeinde Wursterheide      |        | Genehmigt ????: „In Blau ein goldener Propeller, rechts und links mit einem silbernen Flügel besteckt.“ Zum 1. Juli 1967 schlossen sich die drei Gemeinden Nordholz, Deichsende und Wursterheide zur neugebildeten Gemeinde Nordholz zusammen. |